# 東武バスセントラル花畑営業所

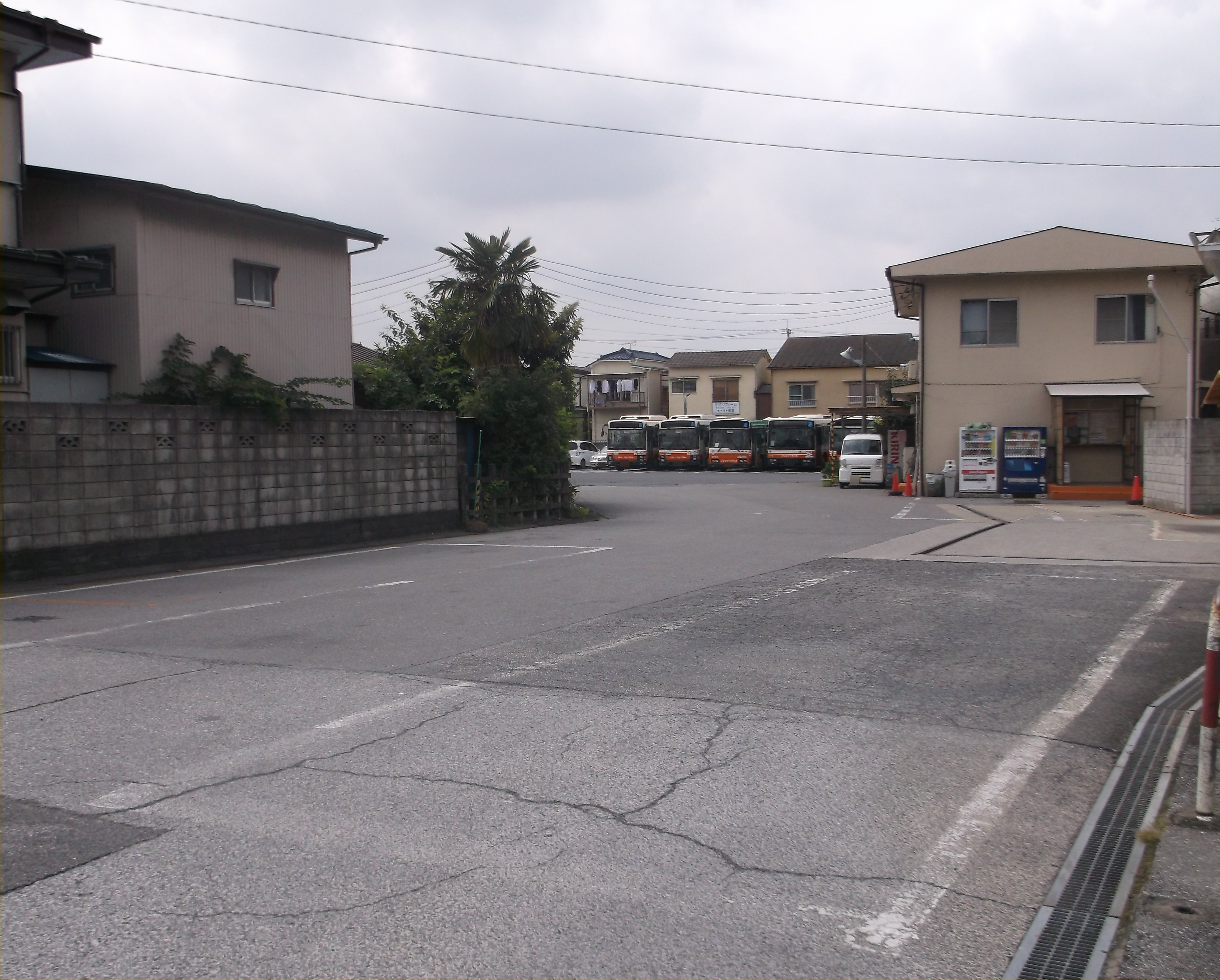
東武バスセントラル花畑営業所の様子。

東武バスセントラル花畑営業所（とうぶばすせんとらるはなはたえいぎょうしょ）は、東京都足立区南花畑1-18にあったバス営業所。組織上足立営業事務所の傘下であった。
2022年9月30日をもって閉所となり10月1日より足立営業事務所に統合された。

## 最寄駅および停留所
- 最寄駅：六町駅徒歩約15分
- 最寄停留所：花畑車庫：北11系統、北12系統、五28系統、竹17系統　　　　　　　　　　　　　　　花畑小学校前：上記と同様、西21系統、西22系統(2系統とも足立区　　はるかぜ7号)　　　　　　　　　　　　　　　　　　　　　　　　　　　　　　　　　　　　　　　　　　　　神明町：綾61系統、綾62系統

## 沿革
- 2022年（令和4年）10月1日 - 花畑営業所閉所。所管路線は足立営業事務所へ移管。

## 輸送人数
- 4,960人（2005年度、1日平均）[2]

## 現行路線
下記情報は営業所廃止直前の情報である。現在の情報については「足立営業事務所」の記事を参照。

### 北千住駅 - 末広町 - 花畑車庫線
- 北11：北千住駅 - 末広町 - 二ツ家町 - 六町駅 - 花畑車庫
- 北12：北千住駅 - 末広町 - 二ツ家町 - 六町駅
- 五28：五反野駅 - （末広町→）二ツ家町 - 六町駅 - 花畑車庫（休日1往復のみ運行）
  - 2004年（平成16年）12月20日：ダイヤ改正を実施。従来朝夕に運行していた五28を平日朝のみの運行とし、北11をほぼ終日運転に変更。
  - 2005年（平成17年）8月24日：五28系統が昨日の8月23日までは朝5〜6本間隔の高頻度で運行されていたが、千住新橋の交通渋滞が減りまた、つくばエクスプレスの開業に伴うダイヤ改正により減便。
  - 2005年（平成17年）8月24日：同日の首都圏新都市鉄道つくばエクスプレス線六町駅の開業により、数往復のみ運行していた花畑車庫 - 花畑桑袋団地間を短縮（北11・五28の花畑桑袋団地発着便と、区間便である花01花畑車庫 - 花畑桑袋団地線を廃止）。代わって新道を経由する六18を新設。
  - 2010年（平成22年）10月1日：六町駅に向かうルートに変更。[3]
  - 2013年（平成25年）7月8日：平日に限り、北11を減便する代わりに、六町駅止まりの北12系統を新設。また、五28は朝4往復となる。[4][5]
  - 2014年（平成26年）12月19日：深夜13系統を新設。[6][7]
  - 2016年（平成28年）1月4日：深夜13系統の千住大橋駅 → 北千住駅間を廃止。[8]
  - 2018年（平成30年）5月3日：昨日の10時30分から東武スカイツリーライン五反野駅前でこれまで五反野駅改札前で五28系統が折り返していたが朝の混雑の中、歩行者、自転車、車の往来が激しく、駅周辺を通るのが怖いとの近隣住民の意見により昨日の10時30分から交通広場の供用開始により翌日の5月3日から五28系統が五反野駅交通広場での折り返しとなる。
  - 2018年（平成30年）11月22日：深夜13系統を廃止。翌日より綾40の深夜バスに振り替え。[9]
  - 2022年（令和4年）9月30日：花畑営業所閉所(７７年間の歴史に幕を閉じる)
  - 2022年（令和4年）10月1日：足立営業事務所に統合されたことにより北11系統を花畑車庫発着から文教大学（東京あだちキャンパス）発着に変更、五28系統を花畑車庫発着から六町駅発着に短縮。[10]

北千住駅と花畑車庫がある六町地区を花畑街道経由で結ぶ路線である。五反野駅付近を通るものの道路事情から駅前に乗り入れない北11では、同駅西400mに位置する末広町が最寄り停留所となる。北11と北12合わせて毎時2本程度の運行となっており、北千住駅 - 六町駅間は毎時2本程度が確保されている。北12の方が本数が多い。
六町駅 - 花畑車庫間は運行間隔が30分 - 120分と定まっていない。
平日朝1本のみ、定時運行確保のため、北11に代わって五反野駅改札前で折り返す五28が運転される。

### 竹の塚駅東口 - スポーツセンター - 六町駅線
- 竹17：竹の塚駅東口 - 保木間公園 - 足立総合スポーツセンター - 六町駅
- 竹17：竹の塚駅東口 - 保木間公園 - 足立総合スポーツセンター
- 竹17-2：竹の塚駅東口 - 保木間公園 - 足立総合スポーツセンター - 六町駅 - 花畑車庫
  - 2005年（平成17年）8月24日：同日の首都圏新都市鉄道つくばエクスプレス線六町駅開業に伴い、足立総合スポーツセンター - 六町駅間を延長。
  - 2012年（平成24年）5月10日：足立営業事務所から移管する。
  - 2017年（平成29年）5月29日：一部の便を花畑車庫まで延長し、竹17-2系統を新設する。[11]
  - 2022年（令和4年）　10月1日：竹17-2系統を廃止[10]。

竹の塚駅東口から綾22の南の道路を通っていき六町駅まで向かう系統である。竹ノ塚駅東口 - 足立総合スポーツセンター間は毎時4本程度、足立スポーツセンター - 六町駅間は毎時3本程度の運行となっている。

### 綾瀬駅 - 花畑団地線
- 綾40：綾瀬駅 - 加平橋 - 一ツ家三丁目-第四都営住宅 -  保木間町 - 花畑団地（日中以外）
- 綾40-2：綾瀬駅 - 加平橋 - 一ツ家三丁目 -第四都営住宅 -  保木間町 - 花畑五丁目 - 花畑団地(日中のみ)
  - 2006年（平成16年）9月11日 綾瀬駅～花畑団地線の深夜バスを新設[12]
  - 2014年（平成26年）12月19日：花畑団地発綾瀬行きの深夜バス運行開始[6][7]
  - 2018年（平成30年）11月26日：綾40の深夜バスが増便。[9]

綾瀬駅から北上して花畑団地まで向かう系統である。日中は毎時3本程度、朝夕は毎時4本程度の運行となっている。綾瀬駅・花畑団地発ともに9時 - 19発は花畑五丁目経由の綾40-2として運行される。それ以外の時間帯は花畑五丁目非経由の綾40として運行される。

### 六町駅 - 桑袋団地・文教大学線
- 六18：六町駅 - 花畑交番前 - 花畑四丁目 - 花畑団地 - 花畑六丁目東 - 花畑桑袋団地
- 六19：六町駅→花畑交番前→花畑六丁目→文教大学（東京あだちキャンパス）→花畑四丁目→花畑交番前→六町駅（文教大学循環）
  - 2005年（平成17年）8月24日：六18 六町駅 - 花畑交番 - 瀬崎氷川公園 - 花畑桑袋団地線を同日の首都圏新都市鉄道つくばエクスプレス線六町駅の開業に伴い新設。
  - 2007年（平成19年）6月11日：六19 六町駅 - 花畑交番 - 花畑団地線を新設、約2/3の便が花畑団地折り返しとなる。[13]
  - 2009年（平成21年）10月1日：六18を花畑団地経由に経路変更するとともに、六19の末端部を反時計回りの循環経路に変更、区間便として六20を新設。六18を減回。六19により重点を置くダイヤとなる。
  - 2019年（令和元年）10月28日：六18を大幅減便。平日1.5往復、土休日0.5往復(六町駅方向のみの運行)になる。いずれも花畑団地バス停が途中停留所のため、花畑五丁目を経由しない。[14]
  - 2021年（令和3年）2月22日 - 六19・六20系統（花畑団地循環及び区間便）を廃止し、代替として六19系統（文教大学循環）を運行開始。[15]
  - 2022年（令和4年）10月1日：花畑営業所が足立営業事務所に統合されたことに伴い竹18系統を花畑桑袋団地発着から花畑団地発着に短縮。[10]。

## 廃止路線
- 深夜13：千住大橋駅 → 北千住駅 → 足立区役所前 → 保木間町 → 花畑団地（平日深夜1本のみ運行）[8]
- 深夜13：北千住駅 → 足立区役所前 → 保木間町 → 花畑団地（平日深夜1本のみ運行）[9]
- 六19：六町駅→花畑交番→花畑六丁目→花畑団地→あいぐみ公園→花畑交番→六町駅（花畑団地循環）[15]
- 六20：六町駅→花畑交番→花畑六丁目→花畑団地→あいぐみ公園（終車のみ）[15]
- 花01：花畑車庫→内匠橋→花畑小学校→榎戸→下沼駐在所（花畑四丁目）→外河原→花畑大鷲神社→桑袋小学校（花畑八丁目）→花畑桑袋団地

## 車両
所属車両のナンバーは足立ナンバーである。